# فيلان هيل
فيلان هيل (بالإنجليزية: Phelan Hill)‏ هو موجه قوارب ‏ بريطاني، ولد في 21 يوليو 1979 في بيدفورد في المملكة المتحدة.

## وصلات خارجية
- فيلان هيل على موقع الاتحاد الدولي للتجديف (الإنجليزية)
- فيلان هيل على موقع اللجنة الأولمبية الدولية (الإنجليزية)
- فيلان هيل على موقع أوليمبيديا (الإنجليزية)
- فيلان هيل على موقع اللجنة الأولمبية البريطانية (الإنجليزية)